# Dubautia caliginis
Dubautia caliginis là một loài thực vật có hoa trong họ Cúc. Loài này được (C.N.Forbes) ined. mô tả khoa học đầu tiên.